# Pakistan (Indie)
Pakistan – wieś w Indiach położona w stanie Bihar, w dystrykcie Purnia, w tehsilu Srinagar. Populacja wynosi około 1200 ludzi.

## Nazwa
Sprzed korekty granic z 1956 r., dystrykt Purnia znajdował się przy granicy z Pakistanem Wschodnim (dzisiejszy Bangladesz), co ułatwiło migrację muzułmanów w tym kierunku wskutek podziału Indii Brytyjskich. Przed swoim odejściem, muzułmanie przekazali swoje posiadłości i majątek sąsiadom wyznającym hinduizm, którzy przemianowali wieś na „Pakistan”, aby ich upamiętnić.
Mieszkańcy pobliskich wsi określają mieszkańców wsi „Pakistan” jako „Pakistańczyków”, a z uwagi na lokalną stygmatyzację związaną z tym określeniem, nie pozwalają kobietom wychodzić za mąż za mężczyzn pochodzących z tej wioski. Bezskutecznie wnioskowano o zmianę nazwy wioski na „Birsa Nagar”.

## Demografia
Populacja wsi wynosi około 1200 osób, którzy przeważająco wyznają hinduizm. Wioski nie zamieszkują żadni muzułmanie.